# Kenichi Kawano
Kenichi Kawano (河野 健一 Kawano Kenichi?, nacido el 15 de septiembre de 1982 en Nabari) es un exfutbolista japonés. Jugaba de centrocampista y su último club fue el MIO Biwako Kusatsu de Japón.

## Trayectoria

### Clubes
| Club               | País  | Año         |
| ------------------ | ----- | ----------- |
| Roasso Kumamoto    | Japón | 2005 - 2008 |
| MIO Biwako Kusatsu | Japón | 2009        |